# Beaujolais
Beaujolais es una región histórica de Francia situada al norte de Lyon que se extiende desde el norte del departamento de Ródano hasta el sur del departamento de Saona y Loira, entre las regiones de Auvernia-Ródano-Alpes y Borgoña-Franco Condado. 
Su capital histórica era Beaujeu y la actual podría considerarse Villefranche-sur-Saône. 

## Producción vinícola
Es una de las regiones productoras de vino más famosas del país, principalmente conocida por el Beaujolais nouveau. 
- Datos: Q7179060
- Multimedia: Beaujolais / Q7179060